# Matrioska

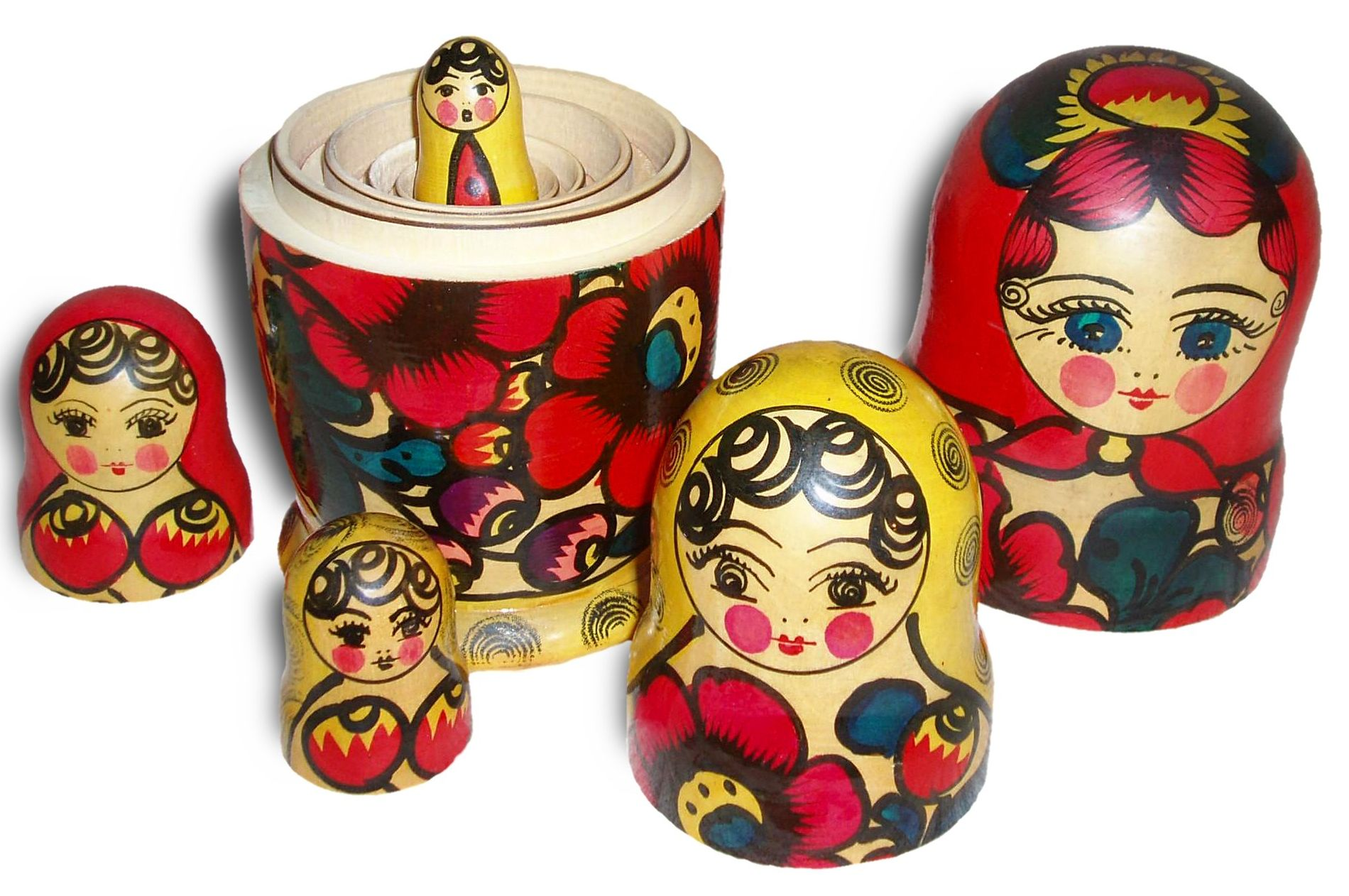
Matrioska aperta

La matrioska o matriosca (in russo матрёшка?, matrëška ; al plurale matrioske o matriosche) è un insieme di bambole cave in legno di grandezza variabile, ciascuna delle quali è inseribile in quella immediatamente più grande.
Uno tra i più iconici elementi della cultura popolare della Russia, è considerata il souvenir per eccellenza e un simbolo di tale Paese.

## Storia
La prima matrioska di cui si ha notizia risale alla fine del XIX secolo, un periodo che per la Russia fu, oltre che di grandi mutamenti sul piano sociale, epoca di grande sviluppo economico e culturale. 
Nell'anno 1900, all'Esposizione mondiale di Parigi, la matrioska fu premiata e riconosciuta come simbolo della tradizione russa per la sua popolarità in tutto il mondo. Da allora ha rispecchiato nella sua espressione artistica la vita e la storia della Russia.
La matrioska più grande del mondo è stata costruita nel 2003 negli Stati Uniti ed è composta da 51 pezzi.

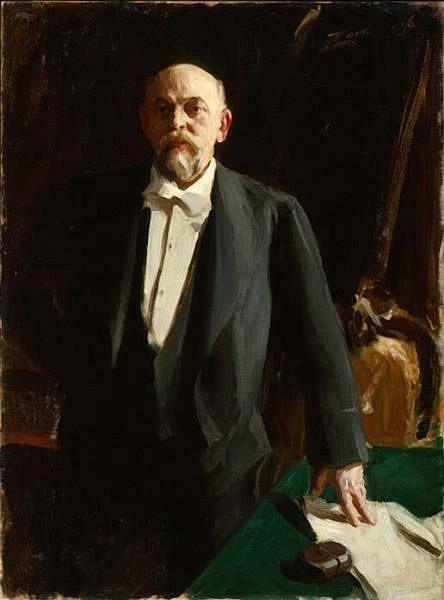
Savva Mamontov, inventore della matrioska

Nel 2020 è anche nata l'emoji della matrioska, diffusa poi in tutte le app di messaggistica.

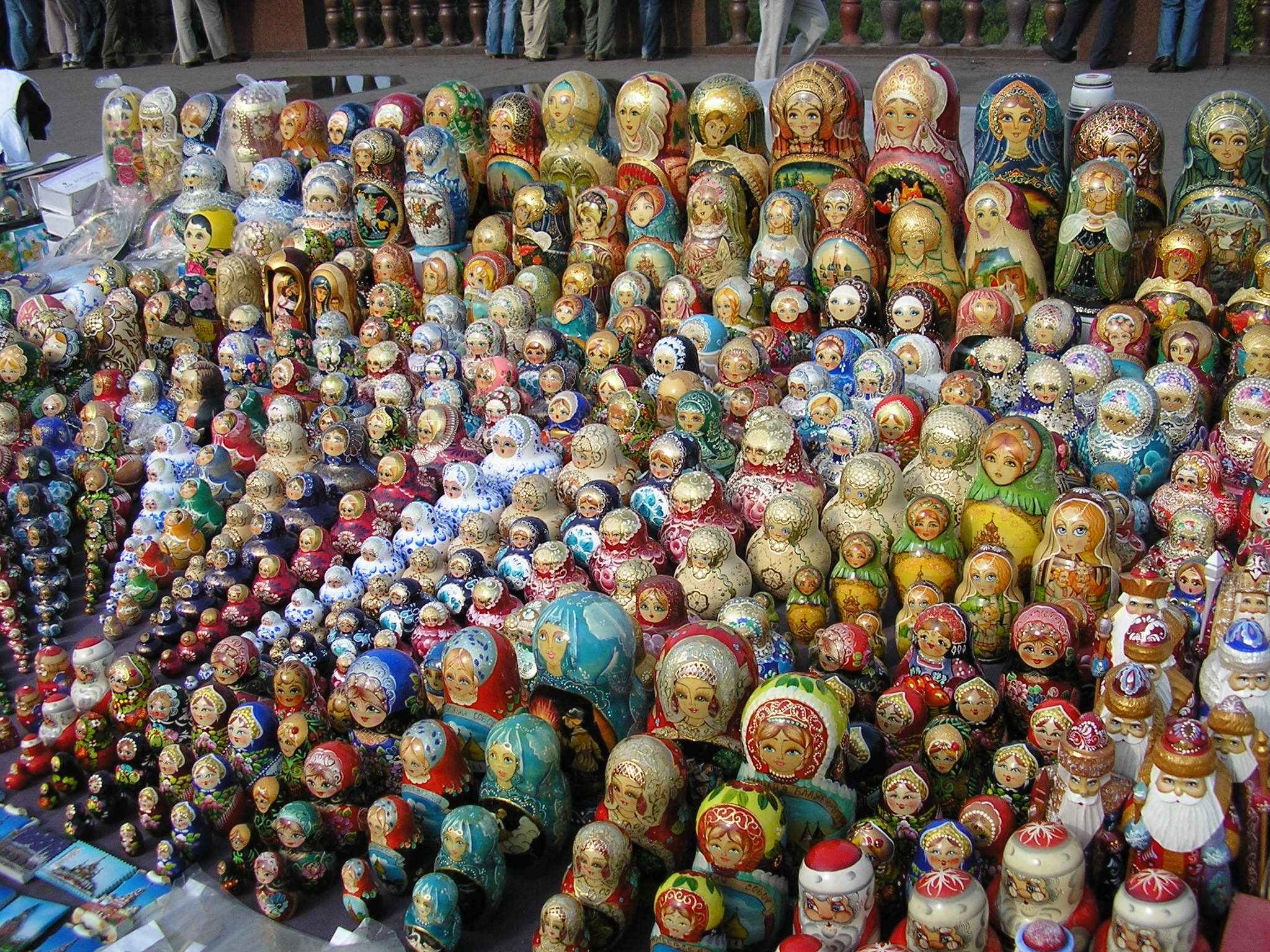
Bancarella di matrioske a Mosca

## Origini

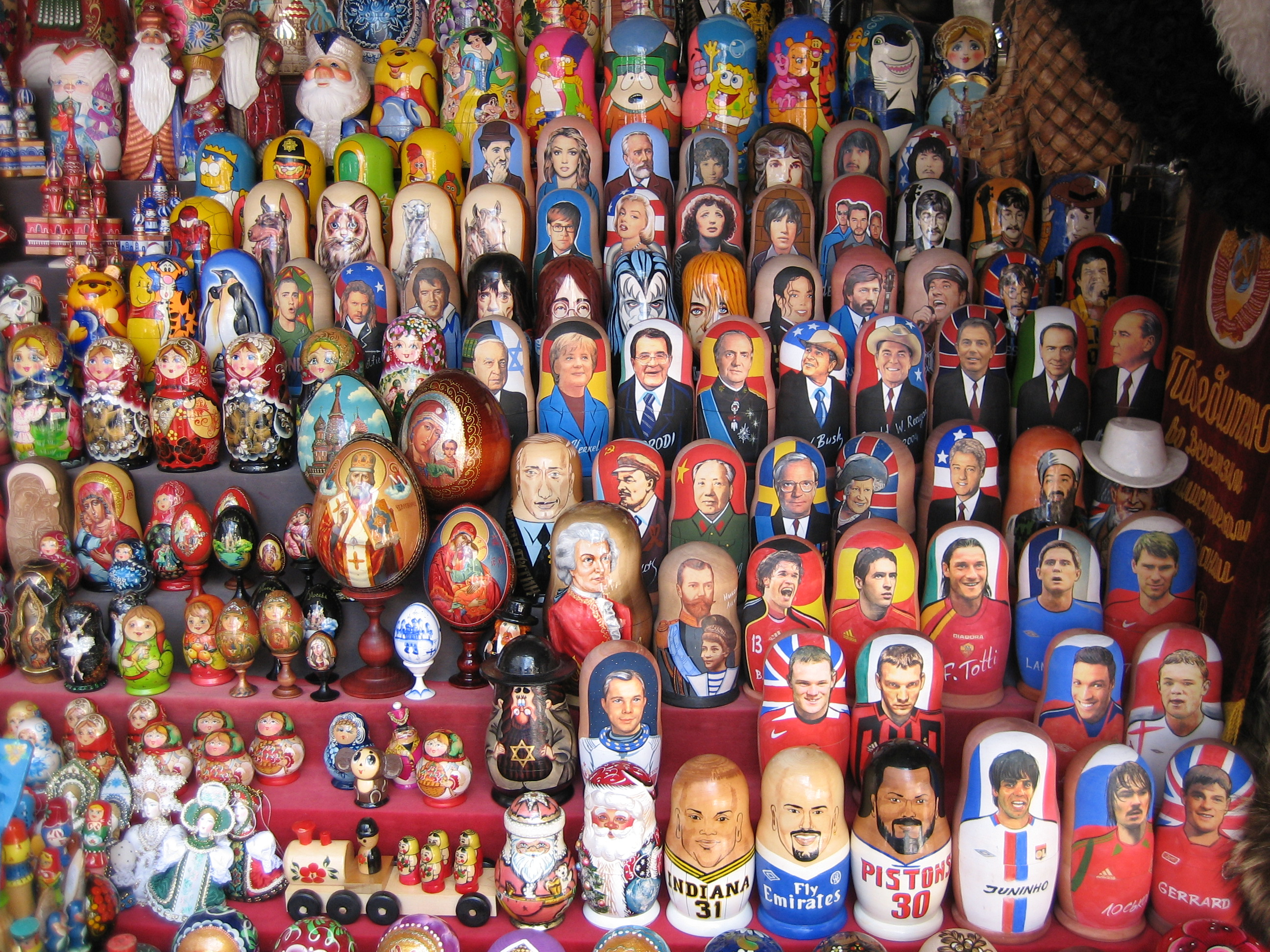
Matrioske in vendita ad Arbat, Mosca

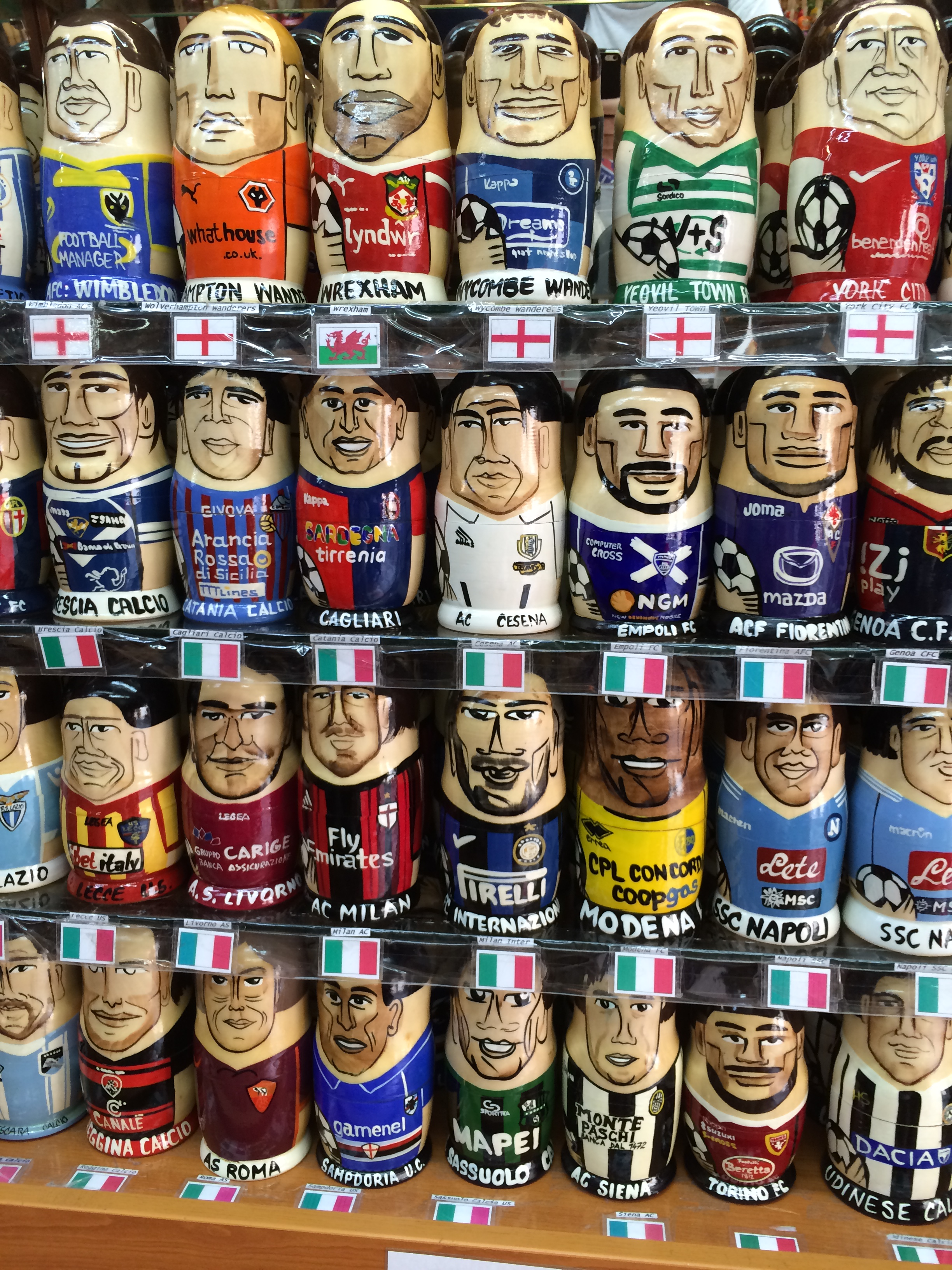
Matrioske raffiguranti calciatori a Praga

La nascita della matrioska viene convenzionalmente identificata negli anni a cavallo fra XIX e XX secolo. A idearla fu Savva Mamontov (1841–1918), fondatore del circolo artistico di Abramcevo.
Facoltoso industriale, collezionista d'arte e mecenate, Mamontov aveva allestito nella propria tenuta di campagna dei laboratori artistici riunendo attorno a sé pittori e artigiani dell'arte tradizionale dei contadini russi. Il suo intento era quello di far rifiorire e sviluppare questo genere artistico, e in tale opera era supportato dal fratello Anatolij (1839–1905), anch'egli imprenditore, editore e collezionista di opere d'arte russe.
Mamontov allestì contestualmente anche un laboratorio-negozio ("L'educazione infantile") in cui venivano creati dei giocattoli per bambini, in particolare bambole etnografiche (almeno come tali verrebbero definite oggi) ovvero vestite con i costumi tradizionali regionali, ognuno diverso a seconda del villaggio di provenienza.
Mamontov importò anche molti giocattoli da ogni parte del mondo. A colpirlo fu un pezzo in legno importato dall'isola giapponese di Honshū e raffigurante un personaggio del buddhismo, il vecchio saggio Fukurokuju, o lo stesso Siddharta. Tale figura conteneva al suo interno altre quattro figurine, dei piccoli buddha, che ispirarono l'imprenditore russo.
I giapponesi sostenevano che la prima di quelle figure fosse stata creata da un monaco russo: il prototipo giapponese della matrioška potrebbe a sua volta derivare dalla tradizione delle scatole cinesi.
La prima bambola di legno composta da otto pezzi venne costruita ai primi del Novecento dal mastro Vasilij Petrovič Zvëzdočkin e colorata dall'illustratore di libri per l'infanzia Sergej Vasil'evič Maljutin, profondo conoscitore dell'arte popolare dei villaggi russi, il quale dipinse la bambola con il vestito tradizionale locale (camicia variegata, grembiule rosso e foulard legato sotto il mento) e la chiamò "Matrena" (dal latino mater, "madre"). Poi vi inserì tante versioni più piccole della stessa contadina, per simboleggiare la donna che "accoglie" le figlie nel suo ventre. Si può considerare quindi matrioska come un vezzeggiativo di Matrena, ovvero "matrona", e che rappresenti simbolicamente la figura materna e la generosità ad essa correlata, in cui si identifica spesso – anche nella cultura occidentale – nella fertilità della terra.
Le otto piccole bambole che componevano la prima matrioska rappresentavano, in ordine di grandezza, una madre, una ragazza, un ragazzo, una bambina ecc., fino all'ultima figura, quella di un neonato in fasce, o appena nato: queste figure servivano a celebrare il concetto di famiglia, in tutte le sue forme.